# W61T
W61T（ダブリュ 61ティー）は、東芝および東芝モバイルコミュニケーション社（現・FCNT）が日本国内向けに開発した、auブランドを展開するKDDIおよび沖縄セルラー電話のCDMA 1X WIN対応携帯電話である。

## 特徴
W56Tをベースに再設計された。スポーティーでカジュアルなイメージをコンセプトとし、なおかつポロシャツの襟元をイメージしたツートンカラーを基調とする折りたたみ式の端末で、テレビ電話（インカメラ）機能とデジタルラジオ機能が省略され、本体内蔵メモリが800MBから100MBと大幅に減少、さらに内蔵スピーカーがステレオスピーカーからモノラルスピーカーに変更されている。カジュアルコンセプトのハイエンドモデルであるため、「リバーシブルスタイル」およびUSB接続によるクレードル通信対応の充電機能はこの端末には採用されていない。FeliCaポートは底面パネルの内側ではなく、W41S同様、背面パネルの内側に内蔵される。ワンセグを視聴する場合はイヤホンマイクまたは携帯電話用ステレオイヤホンケーブルとステレオイヤホン（またはステレオヘッドホン）を接続し、そのイヤホンマイクおよびイヤホンケーブルを外部アンテナとして使用しなければならない。なお、W61Tの基本デザインは同社のneon (W42T)とW55Tの各デザインの中間のデザインになっている。

## 沿革
- 2008年（平成20年）1月28日 - KDDI、および東芝より発表。
- 2008年4月3日 - 沖縄地区で先行発売。
- 2008年4月4日 - 北海道・東北・四国地区で発売。
- 2008年4月5日 - 北陸・関東・中部・関西・中国・九州地区で発売。
- 2008年5月9日 - 最初のケータイアップデートを開始。
- 2008年6月14日 - 新色としてビューティフルピンクとヘルシーグリーンが全国にて一斉発売される。
- 2008年8月 - 販売終了。
- 2012年（平成24年）7月22日 - L800MHz帯（旧800MHz帯・CDMA Bandclass 3／JTACS）エリアによるサービスの停波によりそれ以降はN800MHz（新800MHz帯・CDMA Bandclass 0 Subclass 2）帯エリア、および2GHz（CDMA Bandclass 6）帯エリアの各サービスで利用する事となる。
- 2022年3月31日 - 同キャリアにおける3Gサービスの完全終了・停波により、当機種は全て使用不可となる[2][3]。

## 対応サービス
- au Media Tuner - 「EZテレビ(ワンセグ)」･「EZチャンネルプラス」
- モバイルSuicaアプリ（別途ダウンロードにて対応）

| 主な対応サービス                                       | 主な対応サービス                 | 主な対応サービス                                             | 主な対応サービス                |
| ------------------------------------------------------ | -------------------------------- | ------------------------------------------------------------ | ------------------------------- |
| au LISTEN MOBILE SERVICE                               | LISMOビデオクリップ              | LISMO Video                                                  | EZ着うたフル EZ着うたフルプラス |
| au BOX                                                 | ワイヤレスミュージック           | au Smart Sports Run & Walk Karada Manager カロリーカウンター | EZナビウォーク 3D・声de入力対応 |
| EZ助手席ナビ                                           | 安心ナビ                         | 災害時ナビ                                                   | ナカチェン                      |
| EZアプリ FullGame! Bluetooth対戦                       | EZアプリ(BREW)                   | オープンアプリプレイヤー                                     | PCサイトビューアー              |
| EZケータイアレンジ アレンジメニュー                    | au oneガジェット                 | じぶん銀行アプリ (ダウンロードが必要)                        | EZ・FM                          |
| EZチャンネル EZチャンネルプラス EZニュースフラッシュ   | Touch Message                    | EZFeliCa                                                     | ケータイ de PCメール            |
| デコレーションメール 絵しゃべりメール ラッピングメール | デコレーションアニメ             | au one メール                                                | 緊急通報位置通知                |
| ワンセグ                                               | グローバルパスポート (CDMA・GSM) | 赤外線通信 (irSimple)                                        | Bluetooth                       |

ほか
※2008年春モデルであるが、緊急地震速報には対応していない

## ケータイアップデート
- 2008年5月9日に以下の不具合の修正がケータイアップデートにより行われた。[4]
  - 「オーディオ機器連携」可能なEZ「着うたフル」の連携機能が利用できない場合がある。
  - PCサイトビューアーやEZwebでサイトを閲覧時に電源のリセットやキー操作を受付けない状態になる場合がある。
  - アドレス帳の操作中に電源がリセットする場合がある。

2008年7月25日に以下の不具合の修正がケータイアップデートにより行われた。
- EZweb利用中に電源のリセットやキー操作を受付けない状態になる場合がある
- EZwebの接続やEメールの通信に失敗する場合がある
- カメラを起動中に電源がリセットする場合がある

2008年8月29日に以下の不具合の修正がケータイアップデートにより行われた。
- 特定条件下にケータイサイトの会員登録や登録済サイトへの接続ができない場合がある

2008年10月24日に以下の不具合の修正がケータイアップデートにより行われた。
- 2画面状態でケータイサイトのページ更新を行うと、電源のリセットやキー操作を受付けない状態になる場合がある
- 会員登録済の特定サイトにおいて、初期値が入力項目に表示されない場合がある

2009年9月17日に以下の不具合の修正がケータイアップデートにより行われた。
- SSLサイトで大きなファイルアップロードを行うと時々接続が切断される場合がある